# Yōhei Kōno

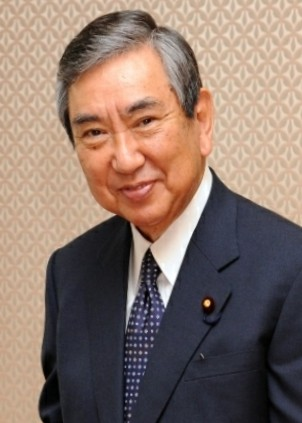
Yōhei Kōno 2008

Yōhei Kōno (japanisch 河野 洋平, Kōno Yōhei; * 15. Januar 1937 in Hiratsuka) ist ein japanischer Politiker, ehemaliger Abgeordneter der Liberaldemokratischen Partei, Minister und Präsident des Shūgiin, des japanischen Unterhauses.

## Leben und Wirken
Yōhei Kōno absolvierte ein Studium an der Waseda-Universität. 1961 bildete er sich an der Stanford-Universität weiter. Kōno war dann Mitgründer und Vorsitzender des Neuen Liberalen Klubs, einer LDP-Abspaltung, die zwischen 1976 und 1986 bestand. In den 1990er Jahren war er unter anderem Außenminister, stellvertretender Premierminister und Chefkabinettssekretär. Von 1993 bis 1995 war er Vorsitzender der LDP, als diese zum ersten Mal in fast fünfzig Jahren die Regierungsbeteiligung verloren hatte. Durch eine Koalitionsvereinbarung mit der Sozialistischen Partei Japans, nach der diese den Premierminister stellen durfte, brachte Kōno 1994 die LDP zurück in die Regierung. Von 1998 bis 2003 führte Kōno eine eigene Faktion, die Kōno-Faktion (offiziell: Taiyūkai). Nach seiner Wahl zum Shūgiin-Präsidenten 2003 gehörte er formal keiner Fraktion oder Faktion mehr an. Kōno zog sich nach der Wahl 2009 aus der Politik zurück. Er war der Shūgiin-Präsident mit der bis dahin längsten Amtszeit seit der Einrichtung des Parlaments 1890. 2020 erreichte Tadamori Ōshima eine noch längere Amtszeit.
Von 1999 bis 2013 war er außerdem Präsident des japanischen Leichtathletikverbandes (Rikuren).

## Familie
Sein Vater war der ehemalige Minister, Mitgründer der LDP und Rikuren-Präsident Kōno Ichirō. Sein ältester Sohn Tarō ist Abgeordneter im Shūgiin (LDP, Asō-Faktion). Kōnos Onkel Kenzō war Abgeordneter und Präsident des Sangiin, des Oberhauses, sowie ebenfalls Rikuren-Präsident.
Kōnos Großvater mütterlicherseits war der Kenseikai-Abgeordnete Tagawa Heisaburō (田川 平三郎), dessen Enkel Seiichi ebenfalls Abgeordneter, Innenminister und von 1980 bis 1984 Vorsitzender des Neuen Liberalen Klubs war.